# Sulzdorf an der Lederhecke

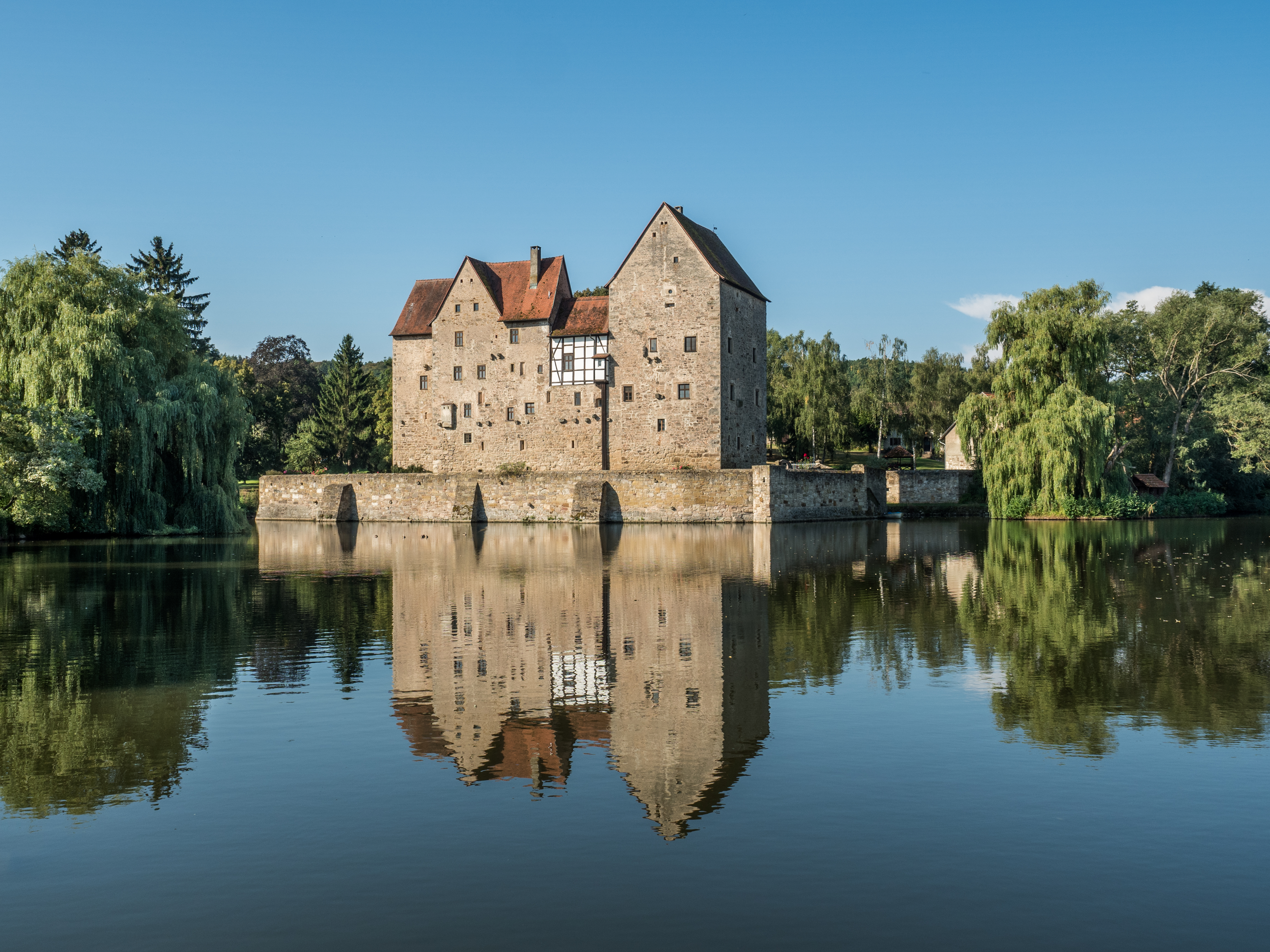
Le château de Brennhausen à Sulzdorf. Août 2016.

Sulzdorf an der Lederhecke est une commune de Bavière (Allemagne), située dans l'arrondissement de Rhön-Grabfeld, dans le district de Basse-Franconie.